# نيك كارتر
نيكولاس جين كارتر، معروف باسم نيك كارتر مغني، ممثل وموسيقي ولد 28 يناير 1980 بجاميستاون نيويورك ، وهو العضو الأصغر بفرقة باكستريت بويز الموسيقية.

## مسيرته
نيك ولد في ولاية نيويورك لأبويين أمريكيين له أربعة إخوة وهم:آنجل، ليسلي ، بوبي، جين وأخيرا آرون كارتر لكن لديه إخوة آخرون غير أشقاء و نيك أكبرهم سنا. بعد ذلك انتقلت العائلة للعيش في فلوريدا
بدأ كارتر حياته الفنية وهو طفل صغير في تسعينيات القرن الماضي وذلك عبر تصويره لبعض الإعلانات، في 1990 ظهر كارتر في خلفية لفيلم Edward Scissorhands كما أدى عدة أغاني لفناين قبل شهرته المستقبلية.

## باكستريت بويز
سنة 1993 نيك كارتر، براين ليتريل، هاوي دورو، كيفن ريتشاردسون وأي جي مكلين أسسوا فرقة باكستريت بويز وكانوا كلهم مراهقين آنذاك وكان كارتر أصغرهم سنا، حققت الفرقة نجاحا كبيرا في نهاية التسعينيات تعرضت الفرقة لكساد فني سنوات 2002 إلى 2004 لكن عادت الفرقة مجددا في سنة 2005 بألبومهم never gone ولازالت الفرقة إلى يومنا في الميدان الموسيقي، وفي 20 أبريل 2013 احتفل محبي الفرقة بمرور 20 سنة على تأسيسها وأيضا وضعت لهم نجمة في ممر الشهرة في هوليوود.

## حياته الشخصية
عرف نيك في حياته عدة فتيات تواعد معهن ومن أبرزهن باريس هيلتون ومؤخرا في سنة 2013 أعلن خطوبته من العارضة لورين كيت.

## وصلات خارجية
- نيك كارتر على موقع IMDb (الإنجليزية)
- نيك كارتر على موقع ألو سيني (الفرنسية)
- نيك كارتر على موقع ميوزك برينز (الإنجليزية)
- نيك كارتر على موقع أول موفي (الإنجليزية)
- نيك كارتر على موقع إن إن دي بي (الإنجليزية)
- نيك كارتر على موقع أول ميوزيك (الإنجليزية)
- نيك كارتر على موقع ديسكوغز (الإنجليزية)
- نيك كارتر على موقع قاعدة بيانات الفيلم (الإنجليزية)
- نيك كارتر على موقع كينوبويسك (الروسية)
- نيك كارتر على موقع كينوبويسك (الروسية)
- نيك كارتر على موقع كينوبويسك (الروسية)